# Вескио, Дейв
Дэвид Аллен «Дейв» Вескио (англ. David Allen «Dave» Vescio; родился 24 июня 1970, Сомерсет, Пенсильвания, США) — американский актёр, бывший военный и фотожурналист. Известен по ролям харизматичных злодеев в кино и на телевидении.

## Биография
Вескио служил в 25-я пехотная дивизия (США), участвовал в боевых действиях.
Служа в ВС США в экзотических странах, Вескио пристрастился к алкоголю и наркотикам. В конечном счёте Вескио был арестован за продажу и хранение кокаина и ЛСД и после полуторагодового следствия 23-летний Дэйв был осуждён на 10 лет колонии строгого режима в Форт Ливенворт.
После выхода из тюрьмы Дейв начал изучать актёрское мастерство. В 2005 году дебютировал в кино, сыграв роль в фильме Франсиско Аливаласа «Синий час». За свою карьеру снимался в таких фильмах как «Провинциалка», «Потерянная душа», «Дом из плоти манекенов», «Опасный рейс», «Турне миллионера», «Вирус Х» и других.